# Rikshövitsman
Rikshövitsman var ett militärt ämbete i det senmedeltida Sverige, särskilt under den svenska frihetskampen mot de danska unionskungarna vid tiden för Kalmarunionen. Rikshövitsmannen var därvid överbefälhavare för den nationella svenska armén. Ämbetet stod nära riksföreståndarämbetet, men hade en tydligare militär profil. 

## Rikshövitsmän
- Mats Kettilmundsson, 1318–1319[1]
- Engelbrekt Engelbrektsson, 1435 och 1436[2]
- Karl Knutsson (Bonde), 1436–1438[3]

### Hövitsman över Riket
- Gustav Eriksson (Vasa), 1521–1523